# 2012년 오로라 총기 난사 사건
2012년 콜로라도주 오로라 총기 난사 사건은 현지 시간으로 2012년 7월 20일 새벽에 발생하였다. 콜로라도주 오로라에 있는 상업 시설인 Town Center at Aurora(영어:  타운 센터 앳 오로라[*])에 인접한 영화 극장인 Century 16(영어:  센추리 16[*])의 8관과 9관에서 《다크 나이트 라이즈》를 심야 상영하고 있던 도중에 방독면을 쓰고 방탄복과 총기로 무장한 개인이 최루탄을 뿌리고 총기를 난사하면서 12명이 사망하고 58명이 다친 것으로 알려졌다.

## 같이 보기
- 할렘 나이트